# Anke Rehlinger
Anke Rehlinger (Wadern, 1976. április 6. –) német szociáldemokrata politikus, 2022-től a Saar-vidék miniszterelnöke, 2018-tól a saar-vidéki SPD elnöke.

## Életpályája
1995-ben a merzigi gimnáziumot végzett, majd a Saar-vidéki Egyetemen jogtudományt tanult. 
2004-től a saar-vidéki tartományi parlament (Landtag) képviselője lett.
2012-ben saar-vidéki tartományi kormánytag lett.

## Fordítás
- Ez a szócikk részben vagy egészben  az   Anke Rehlinger című német Wikipédia-szócikk fordításán alapul.  Az eredeti cikk szerkesztőit annak laptörténete sorolja fel. Ez a jelzés csupán a megfogalmazás eredetét és a szerzői jogokat jelzi, nem szolgál a cikkben szereplő információk forrásmegjelöléseként.